# Mauro Facci
Mauro Facci (Vicenza, Vèneto, 11 de maig del 1982) és un ciclista italià que fou professional del 2002 fins al 2010. No va aconseguir cap victòria durant la seva carrera. Al Giro d'Itàlia de 2009 va arribar a portar un dia la Maglia verde.

## Palmarès

### Resultats al Giro d'Itàlia
- 2007. 34è de la classificació general
- 2008. 115è de la classificació general
- 2009. 108è de la classificació general
- 2010. 121è de la classificació general

### Resultats al Tour de França
- 2005. 144è de la classificació general
- 2008. Abandona (7a etapa)